# Papua-neuguineische Frauen-Cricket-Nationalmannschaft in Simbabwe in der Saison 2023/24
Die Tour der papua-neuguineischen Frauen-Cricket-Nationalmannschaft nach Simbabwe in der Saison 2023/24 fand vom 24. März bis zum 2. April 2024 statt. Die internationale Cricket-Tour war Bestandteil der internationalen Cricket-Saison 2023/24 und umfasst drei WODIs und drei WTwenty20s. Simbabwe gewann die WODI-Serie mit 3–0 und die WTwenty20-Serie mit 2–1.

## Vorgeschichte
Simbabwe spielte zuvor eine Tour gegen Irland; für Papua-Neuguinea ist es die erste Tour der Saison. Für beide Mannschaften war es das erste Aufeinandertreffen bei einer Tour.

## Stadion
Das folgende Stadion wurde für die Tour als Austragungsort vorgesehen.
| Stadion            | Stadt  | Kapazität | Spiele                     |
| ------------------ | ------ | --------- | -------------------------- |
| Harare Sports Club | Harare | 10.000    | 1. – 3. WODI; 1. – 5. WT20 |

## Kaderlisten
Die Mannschaften gaben vor der Tour folgende Kader bekannt.
| WODI | WODI | WTwenty20 | WTwenty20 |
| Simbabwe | Papua-Neuguinea | Simbabwe | Papua-Neuguinea |
| --- | --- | --- | --- |
| - Mary-Anne Musonda (K) - Kudzai Chigora - Francisca Chipare - Chiedza Dhururu (wk) - Nyasha Gwanzura - Lindokuhle Mabhero - Precious Marange - Sharne Mayers - Audrey Mazvishaya - Chipo Mugeri-Tiripano - Pellagia Mujaji - Modester Mupachikwa (wk) - Kelis Ndhlovu - Josephine Nkomo - Loryn Phiri - Nomvelo Sibanda - Loreen Tshuma | - Brenda Tau (K, wk) - Sibona Jimmy (VK) - Melanie Ani - Vicky Ara’a - Vicky Buruka - Kevau Frank - Dika Lohia - Lakshmi Rajadurai - Tanya Ruma - Pauke Siaka - Henao Thomas - Geua Tom - Isabel Toua - Naoani Vare | - Mary-Anne Musonda (K) - Kudzai Chigora - Francisca Chipare - Chiedza Dhururu (wk) - Nyasha Gwanzura - Lindokuhle Mabhero - Precious Marange - Sharne Mayers - Audrey Mazvishaya - Chipo Mugeri-Tiripano - Pellagia Mujaji - Modester Mupachikwa (wk) - Kelis Ndhlovu - Josephine Nkomo - Loryn Phiri - Nomvelo Sibanda - Loreen Tshuma | - Brenda Tau (K, wk) - Sibona Jimmy (VK) - Melanie Ani - Vicky Ara'a - Vicky Buruka - Kevau Frank - Dika Lohia - Lakshmi Rajadurai - Tanya Ruma - Pauke Siaka - Henao Thomas - Geua Tom - Isabel Toua - Naoani Vare |

## Women’s One-Day Internationals

### Erstes WODI in Harare
| 24. März Scorecard | Harare (HSC) | Papua-Neuguinea 177 (48)       | – | Simbabwe 178-3 (38.5) |
|                    |              | Simbabwe gewinnt mit 7 Wickets |   |                       |

Simbabwe gewann den Münzwurf und entschied sich als Feldmannschaft zu beginnen. Als Spielerin des Spiels wurde Chipo Mugeri-Tiripano ausgezeichnet.

### Zweites WODI in Harare
| 26. März Scorecard | Harare (HSC) | Papua-Neuguinea 125 (35.4)     | – | Simbabwe 126-8 (42.3) |
|                    |              | Simbabwe gewinnt mit 2 Wickets |   |                       |

Simbabwe gewann den Münzwurf und entschied sich als Feldmannschaft zu beginnen. Als Spielerin des Spiels wurde Modester Mupachikwa ausgezeichnet.

### Drittes WODI in Harare
| 28. März Scorecard | Harare (HSC) | Simbabwe 184 (46.4)          | – | Papua-Neuguinea 149 (42.2) |
|                    |              | Simbabwe gewinnt mit 35 Runs |   |                            |

Papua-Neuguinea gewann den Münzwurf und entschied sich als Feldmannschaft zu beginnen. Als Spielerin des Spiels wurde Josephine Nkomo ausgezeichnet.

## Women’s Twenty20 International

### Erstes WTwenty20 in Harare
| 30. März Scorecard | Harare (HSC) | Papua-Neuguinea 110-4 (20)     | – | Simbabwe 111-2 (17.4) |
|                    |              | Simbabwe gewinnt mit 8 Wickets |   |                       |

Simbabwe gewann den Münzwurf und entschied sich als Feldmannschaft zu beginnen. Als Spielerin des Spiels wurde Mary-Anne Musonda ausgezeichnet.

### Zweites WTwenty20 in Harare
| 31. März Scorecard | Harare (HSC) | Simbabwe 119-6 (20) / 6-0 (1)                                | – | Papua-Neuguinea 119-6 (20) / 7-0 (1) |
|                    |              | Spiel unentschieden (Papua-Neuguinea gewinnt mit Super Over) |   |                                      |

Papua-Neuguinea gewann den Münzwurf und entschied sich als Feldmannschaft zu beginnen. Als Spielerin des Spiels wurde Pauke Siaka ausgezeichnet.

### Drittes WTwenty20 in Harare
| 2. April Scorecard | Harare (HSC) | Simbabwe 136-6 (20)          | – | Papua-Neuguinea 104-4 (20) |
|                    |              | Simbabwe gewinnt mit 32 Runs |   |                            |

Papua-Neuguinea gewann den Münzwurf und entschied sich als Feldmannschaft zu beginnen. Als Spielerin des Spiels wurde Chipo Mugeri-Tiripano ausgezeichnet.

## Auszeichnungen

### Player of the Match
Als Player of the Match wurden die folgenden Spielerinnen ausgezeichnet.
| Spiel   | Player of the Match   |
| ------- | --------------------- |
| 1. WODI | Chipo Mugeri-Tiripano |
| 2. WODI | Modester Mupachikwa   |
| 3. WODI | Josephine Nkomo       |
| 1. WT20 | Mary-Anne Musonda     |
| 2. WT20 | Pauke Siaka           |
| 3. WT20 | Chipo Mugeri-Tiripano |